# Erebia triopes
Erebia triopes är en fjärilsart som beskrevs av Adolph Speyer 1865. Erebia triopes ingår i släktet Erebia och familjen praktfjärilar. Inga underarter finns listade i Catalogue of Life.